# Клэр, упавшая с Луны
«Клэр, упавшая с Луны» (англ. Claire of the Moon) — американская мелодрама 1992 года режиссёра Николь Конн.

## Сюжет
История начинается в 1990 году. Тогда Клэр (Триша Тодд), молодая писательница, приезжает в писательский городок на берегу океана, где собрались несколько гетеросексуальных женщин-писательниц, чтобы создавать свои произведения и обмениваться опытом. Соседка Клэр по дому — доктор Ноэл Бенедикт (Карен Трамбо), психолог. Она - автор книги «The Naked Truth» («Голая правда»). Оказавшись весьма разными по образу жизни, женщины испытывают напряжение друг от друга. Но постепенно общение налаживается.
Долгие беседы наедине и в обществе соратниц сближают соседок. Шаг за шагом, они открывают друг другу свои секреты. Выясняется, что Ноэл — лесбиянка. Чувственная Клэр расспрашивает Ноэл о её жизни, испытывая всё большее желание к ней. Игра в вопросы-ответы неминуемо приводит к тому, что женщины предолевают неуверенность и отдаются на волю своих чувств. Фильм завершается любовной сценой между героинями.